# Orthogonius brevilabris
Orthogonius brevilabris is een keversoort uit de familie van de loopkevers (Carabidae). De wetenschappelijke naam van de soort is voor het eerst geldig gepubliceerd in 1889 door H.Kolbe.